# 典角村
典角村（藏語：ཌེམ་ཆོག，威利转写：Demchog，THL：Dêmqog），是中国西藏阿里地区噶尔县扎西崗鄉西部一藏族村庄，人口约150人。“典”，藏语意为“弹性”；“角”，藏语意为“夺”，海拔4250米，距离阿里行署约90公里，距扎西岗乡政府30公里。典角村现共有51户171人。
- 1983年，典角村只有3户。
- 1984年，狮泉河镇加木村5户24人搬迁到典角。
- 1985年，其中3户因不适应气候等原因返回加木村。
- 1990年，加木村9户搬迁至典角村。
- 1999年9月，全县进行了“撤区并乡”工作以后，改为村。全村分为2组，一组6户、二组9户。
- 2009年，典角村修建了防洪堤2000平方米、道路1320平方米和排水沟756平方米。
- 2013年，典角村共有45户共163人。
- 2011年，典角村实施无电乡村光伏电站50套项目，同年典角边境示范村项目动工。
- 2012年，典角村土坯房改造项目竣工。
- 2019年，典角村共有51户171人。

## 位置

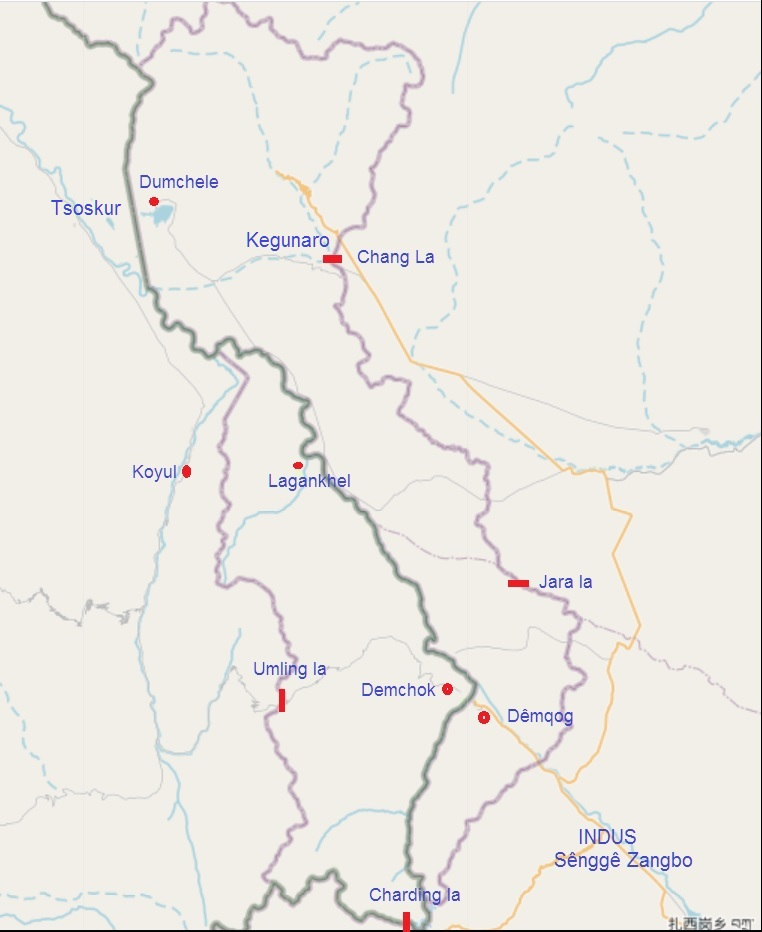
灰色粗线为实际边界，紫色细线为双方主张线（西段：中方主张、东段：印方主张），大部分地区实际控制线沿狮泉河。

该村位于狮泉河西岸，中印边境实际控制线典角曲-尼隆河从该村经过，紧邻中印两国在巴里加斯的实际控制线，线西侧为印度实际控制的地区。与印度拉达克联邦领土的列城县碟木绰克村相对。
| 名称                 | 地点                                          |
| -------------------- | --------------------------------------------- |
| 神仙湾边防连         | 35°34′03″N 77°50′52″E / 35.56763°N 77.84764°E |
| 天文点边防连         | 35°19′52″N 78°10′44″E / 35.331°N 78.179°E     |
| 河尾滩边防连         | 35°00′07″N 78°35′31″E / 35.002°N 78.592°E     |
| 加勒万前进基地       | 34°38′00″N 78°37′00″E / 34.6334°N 78.6167°E   |
| 温泉                 | 34°25′37″N 78°55′16″E / 34.427°N 78.921°E     |
| 空喀山口边防连       | 34°20′N 79°07′E / 34.33°N 79.11°E             |
| 尼亚格祖(哨所)       | 33°58′30″N 78°52′44″E / 33.975°N 78.879°E     |
| 库尔那克堡边防连     | 33°45′49″N 78°59′13″E / 33.7635°N 78.98707°E  |
| 日姆昌边防连         | 33°46′12″N 79°04′16″E / 33.77°N 79.0711°E     |
| 普尔楚边防连         | 33°33′54″N 78°48′00″E / 33.565°N 78.8°E       |
| 秋迪俭革拉山口(哨所) | 33°37′39″N 78°47′17″E / 33.62750°N 78.78806°E |
| 且坎边防连           | 32°52′12″N 79°36′36″E / 32.86993°N 79.61°E    |
| 都木契列边防前哨     | 33°04′35″N 79°10′12″E / 33.0765°N 79.17°E     |
| 扎西岗边防连         | 32°31′34″N 79°37′59″E / 32.526°N 79.633°E     |
| 典角雷达站           | 32°41′24″N 79°27′47″E / 32.69°N 79.463°E      |

|  |

## 參见
- 都木契列（英语：Dumchele）
- 巴里加斯